# P-plåster

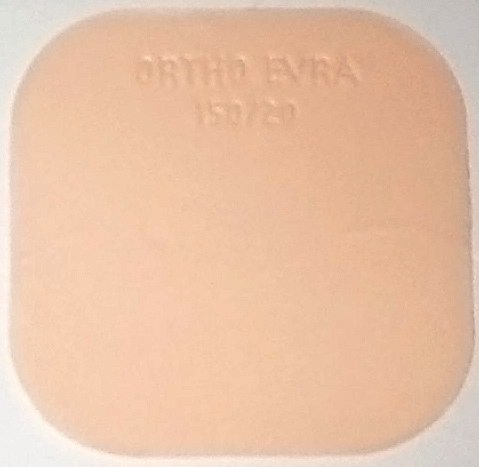
P-plåster

P-plåster är ett preventivmedel som används av kvinnor. Plåstret innehåller två kvinnliga könshormon, gestagen och östrogen, och anses ge ett väldigt säkert skydd mot oönskad graviditet. Denna preventivmetod förhindrar att ägglossningen inträffar, samt gör så livmoderhalsens sekret blir tjockt och segt. Detta gör att spermier får svårt att tränga in i livmodern för att befrukta ett ägg. P-plåstret gör också att livmoderslemhinnan blir tunn och inte klarar av att ta emot ett eventuellt befruktat ägg.

## Användning
P-plåstret ser ut som ett vanligt plåster och sätts på huden, där det får sitta en vecka. När sju dagar har gått är det dags att byta ut plåstret. Efter tre veckors användning av p-plåster ska man ha ett uppehåll på en vecka. Under denna tid kan man räkna med att få en blödning som liknar menstruationen. Efter uppehållet på en vecka påbörjas en ny cykel på fyra veckor, då man sätter fast ett nytt plåster på huden oavsett om man har mens eller ej. Detta preventivmedel skyddar mot graviditet även under de sju dagar då man inte använder plåster.
Ett p-plåster fungerar som ett p-piller och använder samma hormoner för att ge en skyddande effekt mot oönskade graviditeter. P-plåstrets effekt kan bland annat påverkas i negativ bemärkelse om den person som använder preventivmedlet är över 35 år, röker, är överviktig eller går på en antibiotikakur. För denna patientgrupp är minipiller att föredra.

### Biverkningar
Det kan ta lite tid att vänja kroppen vid de hormoner som p-plåstret innehåller. Det är inte ovanligt att man får spänningar i bröstet, ont i huvudet, mår dåligt eller får mellanblödningar när man börjar använda p-plåster. Besvären bör gå över inom 2-3 månaders användning, annars kan det vara lämpligt att använda något annat preventivmedel.
En biverkning som många tror kan orsakas av p-plåster, precis som vid användning av p-piller, en viktökning. Det finns dock forskning som visar att så kanske inte är fallet. I en översiktsstudie där forskarna tittade på resultatet från 49 olika studier, kunde man inte påvisa att varken p-plåster eller p-piller ledde till en viktuppgång. Bevisen för detta var dock inte tillräckligt starka för att forskarna skulle kunna fastslå att det inte finns något samband mellan preventivmedel såsom p-plåster och viktuppgång, men de fann samtidigt heller inga klara bevis på att det skulle finnas ett samband.

## Referenslista
1. ↑  1177.se. ”P-plåster”. www.1177.se. http://www.1177.se/Tema/Sex-och-relationer/Preventivmetoder/P-plaster/. Läst 4 mars 2017.
2. ↑  Gallo, M. F.; Lopez, L. M.; Grimes, D. A.; Schulz, K. F.; Helmerhorst, F. M.. ”Combination contraceptives: effects on weight”. The Cochrane Database of Systematic Reviews (1):  sid. CD003987. doi:10.1002/14651858.CD003987.pub2. ISSN 1469-493X. https://www.ncbi.nlm.nih.gov/pubmedhealth/PMH0012456/. Läst 30 april 2017.